# Libéma Open 2025
Libéma Open 2025 byl kombinovaný tenisový turnaj na profesionálních okruzích mužů ATP Tour a žen WTA Tour, hraný v Autotron parku. Třicátý čtvrtý ročník Libéma Open probíhal mezi 9. a 15. červnem 2025 v nizozemském Rosmalenu u 's-Hertogenbosche na travnatých dvorcích.
Mužská polovina s odměnami hráčům 706 850 eur patřila do kategorie ATP Tour 250. Ženská část s odměnami 239 212 eur byla součástí WTA 250. Nejvýše nasazenými singlisty se stali jedenáctý hráč žebříčku Daniil Medveděv a světová osmnáctka Ljudmila Samsonovová. Jako poslední přímí účastníci do hlavních soutěží nastoupili australský 82. tenista pořadí Rinky Hijikata a 71. hráčka klasifikace Suzan Lamensová z Nizozemska. V důsledku invaze Ruska na Ukrajinu na konci února 2022 řídící organizace tenisu ATP, WTA a ITF s grandslamy rozhodly, že ruští a běloruští tenisté mohli dále na okruzích startovat, ale do odvolání nikoli pod vlajkami Ruska a Běloruska.
První titul na okruhu ATP Tour vybojoval ve dvouhře 23letý Kanaďan Gabriel Diallo, který po skončení debutoval v Top 50. Jubilejní desátou trofej ze singlu okruhu WTA Tour získala Belgičanka Elise Mertensová. První výhrou na trávě zkompletovala tituly ze všech povrchů. V semifinále odvrátila 11 mečbolů, čímž vyrovnala rekordní hodnotu postupující hráčky v rámci jednoho zápasu během 21. století. První společnou účast ve čtyřhře okruhu proměnili ve vítězství Australané Matthew Ebden s Jordanem Thompsonem. Premiérovou společnou trofej z ženského debla si odvezly Irina Chromačovová s Maďarkou Fanny Stollárovou.

## Rozdělení bodů a finančních odměn

### Rozdělení bodů
| Soutěž       | Soutěž       | vítězové | finalisté | semifinalisté | čtvrtfinalisté | 16 v kole | 32 v kole | Q  | Q2 | Q1 |
| ------------ | ------------ | -------- | --------- | ------------- | -------------- | --------- | --------- | -- | -- | -- |
| dvouhra mužů | [ 5 ] [ 13 ] | 250      | 165       | 100           | 50             | 25        | 0         | 13 | 7  | 0  |
| čtyřhra mužů | [ 14 ]       | 250      | 150       | 90            | 45             | 0         | —         | —  | —  | —  |
| dvouhra žen  | [ 4 ] [ 15 ] | 250      | 163       | 98            | 54             | 30        | 1         | 18 | 12 | 1  |
| čtyřhra žen  | [ 16 ]       | 250      | 163       | 98            | 54             | 1         | —         | —  | —  | —  |

Vysvětlivky
1. ↑  Nasazení s volným losem do druhého kola v případě prohry neobdrželi žádné body.[1]

### Finanční odměny
| Soutěž                                  | Soutěž       | vítězové  | finalisté | semifinalisté | čtvrtfinalisté | 16 v kole | 32 v kole | Q2      | Q1      |
| --------------------------------------- | ------------ | --------- | --------- | ------------- | -------------- | --------- | --------- | ------- | ------- |
| dvouhra mužů                            | [ 5 ] [ 13 ] | 107 490 € | 62 720 €  | 36 870 €      | 21 365 €       | 12 405 €  | 7 580 €   | 3 795 € | 2 065 € |
| dvouhra žen                             | [ 4 ] [ 15 ] | 31 565 €  | 18 685 €  | 10 410 €      | 5 925 €        | 3 624 €   | 2 585 €   | 1 915 € | 1 235 € |
| čtyřhra mužů                            | [ 14 ]       | 37 400 €  | 20 090 €  | 11 750 €      | 6 520 €        | 3 850 €   | —         | —       | —       |
| čtyřhra žen                             | [ 16 ]       | 11 470 €  | 6 460 €   | 3 700 €       | 2 210 €        | 1 700 €   | —         | —       | —       |
| částky ve čtyřhrách jsou uvedeny na pár |              |           |           |               |                |           |           |         |         |

## Dvouhra mužů

### Nasazení
| Stát                           | Hráč            | ATP | Nasazení |
| ------------------------------ | --------------- | --- | -------- |
|                                | Daniil Medveděv | 11. | 1.       |
| Francie                        | Ugo Humbert     | 21. | 2.       |
|                                | Karen Chačanov  | 24. | 3.       |
| Austrálie                      | Alexei Popyrin  | 25  | 4        |
| Polsko                         | Hubert Hurkacz  | 28. | 5.       |
| Austrálie                      | Jordan Thompson | 40. | 6.       |
| Portugalsko                    | Nuno Borges     | 41. | 7.       |
| Itálie                         | Luciano Darderi | 45. | 8.       |
| Žebříček ATP k 26. květnu 2025 |                 |     |          |

### Jiné formy účasti
Následující hráči obdrželi divokou kartu do hlavní soutěže:
- Jesper de Jong
- Botic van de Zandschulp
- Otto Virtanen

Následující hráč nastoupil díky programu Next Gen pro hráče do 20 let jako člen Top 350:
- Nishesh Basavareddy

Následující hráči postoupili z kvalifikace:
- Alexander Blockx
- Dan Evans
- Mark Lajal
- Mackenzie McDonald

Následující hráči postoupili z kvalifikace jako šťastní poražení:
- Adrian Mannarino
- Reilly Opelka

### Odhlášení
před zahájením turnaje
- Flavio Cobolli → nahradil jej  Laslo Djere
- Alex de Minaur → nahradil jej  Rinky Hijikata
- Arthur Fils → nahradil jej  Tomás Martín Etcheverry
- Marcos Giron → nahradil jej  Aleksandar Vukic
- Tallon Griekspoor → nahradil jej  Christopher O'Connell
- Miomir Kecmanović → nahradil jej  Nicolás Jarry
- Sebastian Korda → nahradil jej  Aleksandar Kovacevic
- Alejandro Tabilo → nahradil jej  Reilly Opelka
- Botic van de Zandschulp → nahradil jej  Adrian Mannarino

## Mužská čtyřhra

### Nasazení
| Stát                                                                                    | Hráč              | Stát               | Hráč            | ATP | Nasazení |
| --------------------------------------------------------------------------------------- | ----------------- | ------------------ | --------------- | --- | -------- |
| Chorvatsko                                                                              | Nikola Mektić     | Nový Zéland        | Michael Venus   | 30. | 1.       |
| Spojené království                                                                      | Julian Cash       | Spojené království | Lloyd Glasspool | 30. | 2.       |
| Austrálie                                                                               | Matthew Ebden     | Austrálie          | Jordan Thompson | 45. | 3.       |
| USA                                                                                     | Nathaniel Lammons | USA                | Jackson Withrow | 47. | 4.       |
| Žebříček ATP k 26. květnu 2025; číslo je součtem žebříčkového postavení obou členů páru |                   |                    |                 |     |          |

### Jiné formy účasti
Následující páry obdržely divokou kartu do hlavní soutěže:
- Matwé Middelkoop /  David Pel
- Jean-Julien Rojer /  Bart Stevens

### Odhlášení
před zahájením turnaje
- Guido Andreozzi /  Théo Arribagé → nahradili je  Théo Arribagé /  Marcelo Demoliner
- Sander Arends /  Luke Johnson → nahradili je  Sander Arends /  Grégoire Jacq
- Ivan Dodig /  Miomir Kecmanović → nahradili je  Ivan Dodig /  Sem Verbeek
- Matthew Ebden /  John Peers → nahradili je  Zizou Bergs /  Jesper de Jong
- Tallon Griekspoor /  Bart Stevens → nahradili je  Nicolás Barrientos /  Rithvik Čoudary Bollípalli
- Ugo Humbert /  Nicolas Mahut → nahradili je  Gabriel Diallo /  Ugo Humbert
- Sebastian Korda /  Jordan Thompson → nahradili je  Matthew Ebden /  Jordan Thompson
- Hugo Nys /  Adam Pavlásek → nahradili je  Petr Nouza /  Patrik Rikl
- Joe Salisbury /  Neal Skupski → nahradili je  Fernando Romboli /  John-Patrick Smith

## Ženská dvouhra

### Nasazení
| Stát                           | Hráčka                   | WTA | Nasazení |
| ------------------------------ | ------------------------ | --- | -------- |
|                                | Ljudmila Samsonovová     | 18. | 1.       |
|                                | Jekatěrina Alexandrovová | 20. | 2.       |
| Belgie                         | Elise Mertensová         | 24. | 3.       |
| Polsko                         | Magda Linetteová         | 32. | 4.       |
|                                | Anastasija Potapovová    | 37. | 5.       |
| Čína                           | Wang Sin-jü              | 43. | 6.       |
| Nový Zéland                    | Lulu Sunová              | 45. | 7.       |
|                                | Veronika Kuděrmetovová   | 46. | 8.       |
| Žebříček WTA k 26. květnu 2025 |                          |     |          |

### Jiné formy účasti
Následující hráčky obdržely divokou kartu do hlavní soutěže:
- Bianca Andreescuová
- Arianne Hartonová
- Anouk Koevermansová
- Anouck Vranckenová Peetersová

Následující hráčka nastoupila pod žebříčkovou ochranou:
- Anastasija Sevastovová

Následující hráčky postoupily z kvalifikace:
- Mariam Bolkvadzeová
- Carson Branstineová
- Joanna Garlandová
- Elena-Gabriela Ruseová
- Isis Louise van den Broeková
- Yanina Wickmayerová

Následující hráčka postoupila z kvalifikace jako šťastná poražená:
- Jüan Jüe

### Odhlášení
před zahájením turnaje
- Elina Avanesjanová → nahradily je Anna Blinkovová
- Olga Danilovićová → nahradily je  Bernarda Peraová
- Eva Lysová → nahradily je  Elisabetta Cocciarettová
- Camila Osoriová → nahradily je  Jüan Jüe
- Anastasija Pavljučenkovová → nahradily je  Maria Sakkariová
- Dajana Jastremská → nahradily je  Suzan Lamensová

## Ženská čtyřhra

### Nasazení
| Stát                                                                                    | Hráčka                      | Stát      | Hráčka               | WTA | Nasazení |
| --------------------------------------------------------------------------------------- | --------------------------- | --------- | -------------------- | --- | -------- |
|                                                                                         | Veronika Kuděrmetovová      | Belgie    | Elise Mertensová     | 30. | 1.       |
|                                                                                         | Irina Chromačovová          | Maďarsko  | Fanny Stollárová     | 67. | 2.       |
| USA                                                                                     | Nicole Melichar-Martinezová |           | Ljudmila Samsonovová | 73. | 3.       |
| Japonsko                                                                                | Eri Hozumiová               | Indonésie | Aldila Sutjiadiová   | 88. | 4.       |
| Žebříček WTA k 26. květnu 2025; číslo je součtem žebříčkového postavení obou členů páru |                             |           |                      |     |          |

### Jiné formy účasti
Následující páry obdržely divokou kartu do hlavní soutěže:
- Bianca Andreescuová /  Carson Branstineová
- Suzan Lamensová /  Sarah van Emstová

## Přehled finále

### Mužská dvouhra
- Gabriel Diallo vs.  Zizou Bergs, 7−5, 7–6(10–8)

### Ženská dvouhra
- Elise Mertensová vs.  Elena-Gabriela Ruseová, 6–3, 7–6(7–4)

### Mužská čtyřhra
- Matthew Ebden /  Jordan Thompson vs.  Julian Cash /  Lloyd Glasspool, 6–4, 3–6, [10–7]

### Ženská čtyřhra
- Irina Chromačovová /  Fanny Stollárová vs.  Nicole Melicharová-Martinezová /   Ljudmila Samsonovová, 7–5, 6–3